# 李阳 (油气田开发地质专家)
李阳（1958年10月26日—），山东东平人，中国油气田开发地质、油田开发专家，中国工程院院士。

## 生平[1]
1982年，毕业于华东石油学院勘探系石油地质专业。2000年，获中国科学院地质地球物理研究所地质学博士学位。
2013年，当选中国工程院院士。